# シュニッツァー・モータースポーツ

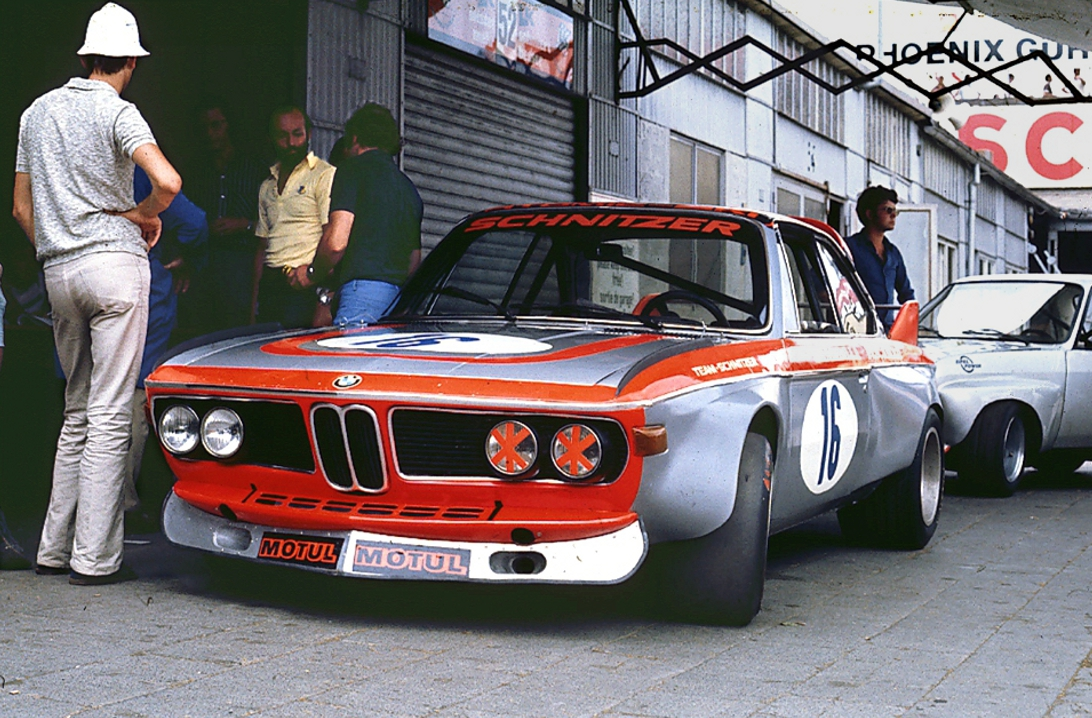
シュニッツァー・BMW 3.5 CSL（1973年）

シュニッツァー・モータースポーツ (Schnitzer Motorsport) は、かつて存在したドイツ・ミュンヘンを本拠とする1967年設立のモータースポーツチームだった。ドイツ語では「シュニッツァー・モトーアシュポルト」に近い発音になる。かつてはBMWの販売代理店も手がけていた。
グループ5時代、ドイツのトヨタディーラーから依頼を受けセリカ用のDOHC16バルブヘッドを製作、トヨタ・セリカLBターボを開発した。
近年は世界ツーリングカー選手権 (WTCC) に「BMWチーム・ドイツ」(BMW Team Germany) として参戦していた。

## 歴史
ヨーゼフ・シュニッツァーと弟のヘルベルト・シュニッツァーによって1967年に設立された。
兄弟の継父（母親の再婚相手）であるカール・ラムは自動車修理と販売を生業としており、兄弟はともに20代となっていたが1962年にレースを始め、1966年にはヨーゼフがBMW・2000によるワンメイクの選手権でチャンピオンとなるほどであった。1968年には自身のレースチーム運営に集中するため、2人ともドライバーとしての活動は止める。
1970年代になると、義弟であるカール・ラム（通称“チャーリー”）とディーター・ラムもチームに加わり、以後はチャーリーがチームマネージャーとしてレース現場を取り仕切るようになる。1978年に社長のヨーゼフが事故により死去したため、ヘルベルトがその座を引き継いだ。
BMW以外の自動車メーカーの車両も手がけてはいるが、設立当初よりBMW本社、BMW Mブランドの車体をベースに各種のツーリングカー選手権で活躍しており、多くの場合、BMWのワークス・チームとして参戦し、ツーリングカーレース、耐久レース（FIA GT選手権、ル・マン24時間レース）の分野におけるBMWの成功に大きな貢献をしている。
モータースポーツ活動の傍ら、BMW及びミニの正規ディーラーとして一般向け自動車販売も手掛けていたが、2010年代に入りシュニッツァー一族で同事業の相続を希望するものがおらず、同事業を売却しモータースポーツ専業となっていた。
2018年11月、チャーリー・ラムが代表を退くことを発表（直後の2019年1月に死去）。後任にはヘルベルト・シュニッツァーの息子であるヘルベルト・シュニッツァー・ジュニアが就任した。
2020年12月4日、BMWモータースポーツはプレスリリースを発行し、長年ワークス活動を支えてきたシュニッツァー・モータースポーツ、ベルギーのRBM（レーシング・バート・マンペイ）との契約を終了したと発表した。そんな中、契約解除となったシュニッツァーが、BMWとの契約終了に加え、新型コロナウイルス禍のなかでの資金繰りが困難となり、57年もの間世界の第一線で活躍したチームのファクトリーを閉鎖する方向で動いていること、そして18名の正社員全員に解雇通知を通達したことが分かった。前述の通り自動車ディーラー業から撤退していたことも裏目に働いたという。
2020年の年末、シュニッツァー・モータースポーツは半世紀以上にわたるモータースポーツ活動に終止符を打つことを発表した。

### 主な勝利レース/獲得タイトル
- 1976年 ニュルブルクリンク1000キロレース (BMW・3.5CSL)
- 1987年 世界ツーリングカー選手権（ドライバーズタイトル、BMW・M3）
- 1991年 ニュルブルクリンク24時間レース (BMW・M3 Evolution II)
- 1994年 全日本ツーリングカー選手権（チームズタイトル、BMW・318i）
- 1995年 全日本ツーリングカー選手権（ドライバーズタイトル・チームズタイトルの2冠、BMW・318i）
- 1998年 ニュルブルクリンク24時間レース (BMW・320d)
- 1999年 セブリング12時間レース (BMW・V12 LMR)
- 1999年 ル・マン24時間レース (BMW・V12 LMR)
- 2004年 ニュルブルクリンク24時間レース（BMW・M3 GTR V8,「BMWモータースポーツ」名義）
- 2005年 ニュルブルクリンク24時間レース（同上）

## ACシュニッツァーとの関係
シュニッツァー・モータースポーツは、1987年、ドイツ最大のBMWディーラーであるコール・オートモービルグループと、BMW車に特化したチューニングパーツ及びコンプリートカー製造・販売会社、ACシュニッツァーを設立した。技術提携や資金協力等、両者の関係は深いが、ACシュニッツァーはコール・グループの傘下にあり、シュニッツァー・モータースポーツとの間に直接の資本関係は存在しない。両者の関係を大まかにいうと、レース部門がシュニッツァー・モータースポーツ（コール・オートモービルグループが資金協力）、チューニングパーツ・コンプリートカーの販売部門がACシュニッツァー（コール・オートモービルグループが取り仕切る）、といった関係となる。
シュニッツァー・モータースポーツはドイツ南部のミュンヘンに存在するが、ACシュニッツァーはドイツ西部のアーヘンに存在する。社名の「AC」もアーヘンのナンバープレートの地域コードに基づくものである。